# Boris Polevoj
Boris Nikolajevič Polevoj (rusky Борис Николаевич Полевой, vlastním jménem Kampov (rusky Кампов); 4. březnajul./ 17. března 1908greg., Moskva – 12. června 1981, tamtéž) byl ruský sovětský spisovatel a novinář. Jeho pseudonym vznikl překladem jeho pravého jména Kampov z latiny do ruštiny (campus = pole).

## Život
Polevoj pocházel z rodiny právníka, která se roku 1913 přestěhovala do Tveru. Zde roku 1924 absolvoval střední průmyslovou školu, pracoval jako technolog v textilním závodě a stal se dělnickým dopisovatelem místního tisku. Roku 1928 se stal novinářem z povolání. Členem Komunistické strany Sovětského svazu se stal roku 1940 a v letech Velké vlastenecké války (1941–1945) byl vojenským dopisovatelem deníku Правда (Pravda) a politickým instruktorem Rudé armády. Po skončení války hodně cestoval, angažoval se v mírovém hnutí a v letech 1962–1981 byl šéfredaktorem časopisu Юность (Mladost).
Do literatury vstoupil jako novinář se zájmem o život lidí v průmyslové výstavbě. V umělecké literatuře pak využíval svých žurnalistických zkušeností. Známým se stal díky románu Повесть о настоящем человеке (1946, Příběh opravdového člověka), ve kterém zpracoval skutečný příběh Hrdiny Sovětského svazu letce Alexeje Maresjeva. Jeho díla jsou však napsaná v duchu komunistické didaktičnosti, historická fakta jsou v nich mnohdy zkreslena a postavy nejsou důsledně vykresleny.
Polevoj byl také významným politicko-kulturním pracovníkem. V letech 1946–1948 byl poslancem Nejvyššího sovětu RSFSR, od roku 1954 členem předsednictva Svazu spisovatelů Sovětského svazu a od roku 1967 jedním z jeho tajemníků.
Za svou práci získal v Sovětském svazu řadu ocenění: Řád rudé hvězdy (1942), Řád vlastenecké války (1945), Řád rudého praporu (1958), Leninův řád (1967 a 1974) a další. Byl laureátem Stalinovy ceny (1947 a 1949) a Mezinárodní ceny míru (1959).

## Dílo
- Мемуары вшивого человека (1927, Všivákovy paměti), kniha črt a esejů o lidech žijících "na dně" společnosti, oceněná Maximem Gorkým.[3] Jde o jedinou autorovu knihu, vydanou pod jeho pravým jménem Kampov.[4]
- Горячий цех (1939, Horký cech, česky jako Výheň), novela, vydaná v časopise Октябрь (Říjen), zobrazující život v sovětském závodě na výrobu železničních vagónů. Hrdina vyprávění, mladý kovář Jevgenij Sizov, se v knize přerodí z opilce a chuligána na předního stachanovce závodu.
- От Белгорода до Карпат (1946, Od Bělgorodu až po Karpaty), souborné vydání autorových článků o událostech Velké vlastenecké války, které před tím vyšly v novinách.
- Повесть о настоящем человеке (1947, Příběh opravdového člověka), román z období Velké vlastenecké války, ve kterém autor zpracoval skutečný příběh Hrdiny Sovětského svazu letce Alexeje Maresjeva (v knize vystupuje pod jménem Meresjev), kterému museli poté, co byl sestřelen, amputovat obě nohy. On se však naučil nejen znovu chodit, ale i létat, a vrátil se zpět na frontu. Román byl napsán během autorovy účasti na Norimberském procesu.[1] Román byl zfilmován a vznikla podle něho i stejnojmenná opera Sergeje Prokofjeva.
- Побратимы (1948, Pobratimové), sedm povídek z Velké vlastenecké války
- Мы – советские люди (1948, My sovětští lidé, česky také jako Jsme sovětští lidé), sbírka povídek založených na autorových zážitcích v války.
- Вернулся 1949, Vrátil se, česky jako Návrat), povídka, tragický konflikt člověka, který se vrátil z války a dlouho se nedovede začlenit do starého života.
- Золото (1950, Zlato), román, jehož námětem je hrdinský příběh několika neznámých sovětských lidí v prvních měsících Velké vlastenecké války, kteří se snaží zachránit mnohamilionový sklad zlatých předmětů před nacisty.
- Современники (1952, Lidé naší doby), cyklus povídek, jejichž jádrem jsou drobné i významné události ze stavby Volžsko-donského průplavu.
- Американские дневники (1956, Americký deník), poznámky z cesty sovětských novinářů po USA.
- За тридевять земель (1956, Na konci světa), cestopis.
- Тридцать тысяч ли по Китаю (1957, 30000 li po Číně), cestopis.
- Глубокий тыл (1959, Hluboký týl, česky jako Tam za frontou), román líčící život v ruském městě v prvních válečných letech a složitý vztah mezi domácím obyvatelstvem a okupačním vojskem.
- Человек человеку – друг (1960, Člověk je člověku přítelem), vyprávění o iniciativním činu komsomolky textilního kombinátu, která se rozhodla přejít z vedení vynikající brigády k zaostávajícímu kolektivu.
- Встречи на перекрестках (1961, Setkání na křižovatkách), reportáže z osobních setkání autora s vynikajícími představiteli kulturního i politického života.
- Наш Ленин (1961, Náš Lenin), sbírka povídek o Leninovi.
- На диком бреге (1962, Na divokém břehu), román, který námětově čerpá ze stavby sibiřské elektrárny.
- В конце концов (1969, Konec konců, česky jako Norimberský deník), literární úprava autorových záznamů, které napsal v době, kdy byl účastníkem Norimberského procesu s nacistickými vůdci jako vojenský dopisovatel Pravdy. Kromě toho jsou zde i poznámky o psaní románu Příběh opravdového člověka.
- В большом наступлении (1967, Za velké ofenzívy), autorovy deníkové zápisky o rozhodující ofenzívě sovětských vojsk za druhé světové války, která začal bitvou u Kurska.
- Доктор Вера (1967, Doktorka Věra), román o obětavé lékařce, která zůstala v okupovaném městě s raněnými, kteří nemohli být evakuováni, a po osvobození upadne v podezření z kolaborace s nacisty.
- Сокрушение "Тайфуна" (1971, Konec "Tajfunu"), válečné zápísky o osvobození Kalininu a Velikých Luk.
- До Берлина – 896 километров (1973, Berlín 896 km), reportáže zachycující vrcholnou etapu druhé světové války od lvovské ofenzívy až do pádu Berlína a osvobození Prahy.
- Полководец (1974, Vojevůdce), životopisná reportáž o sovětském maršálovi Koněvovi.
- Эти четыре года (1974, Ty čtyři roky), autorovy deníkové zápisky z let Velké vlastenecké války.
- Aнютa (1977, Aňuta), příběh z posledních dnů druhé světové války.
- Силуэты (1978, Siluety), soubor uměleckých portrétů významných osobností sovětského politického a kulturního života
- Самые памятные (1980, Ty nejpamátnější, česky jako Půl století v novinářově bloku), autorovy vzpomínky na práci reportéra.

## Filmové adaptace

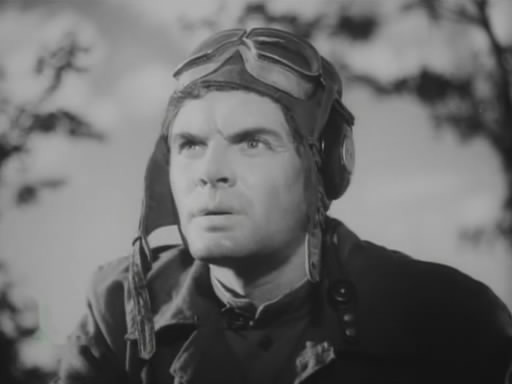
Pavel Kadočnikov jako Meresjev ve filmu Příběh opravdového člověka

- Повесть о настоящем человеке (1949, Příběh opravdového člověka), sovětský film, režie Alexandr Stolper, v roli Meresjeva Pavel Kadočnikov.
- На диком бреге (1966, Na divokém břehu), sovětský film, režie Anatolij Granik.
- Доктор Вера (1967, Doktorka Věra), sovětský film, režie Damir Vjatič-Berežnych.
- Золото (1969, Zlato), sovětský film, režie Damir Vjatič-Berežnych.

## Česká vydání

### Příběh opravdového člověka
Román Příběh opravdového člověka dosáhl v letech 1948 až 1984 dvaceti tří českých vydání, všechna v překladu Julie Heřmanové. Kniha vyšla v těchto nakladatelstvích:
- Svoboda, Praha 1948, 1949, 1950 (tři vydání), 1951 a 1972.
- SNDK, Praha 1951, 1953, 1954 a 1956.
- Naše vojsko, Praha 1953.
- Svět sovětů, Praha 1956 a 1967.
- Státní pedagogické nakladatelství, Praha 1957, 1958, 1959, 1964 a 1975.
- SNKLU, Praha 1963.
- Albatros, Praha 1976.
- Lidové nakladatelství, Praha 1977 a 1984.

### Ostatní knihy
- My sovětští lidé, Svět sovětů, Praha 1949 (dvě vydání), přeložili Josef Kubík a Miloslav Pavelka, znovu 1950 (čtyři vydání), 1951 a 1952.
- Návrat, Rudé právo, Praha 1949, přeložila Julie Heřmanová.
- Jsme sovětští lidé, SNDK, Praha 1952, přeložil Libor Mašek.
- Lidé na stavbách komunismu, Svět sovětů, Praha 1952, přeložila Josefa Poláčková, výbor autových článků ze sovětského tisku.
- Zlato, Československý spisovatel, Praha 1953, přeložila Julie Heřmanová, znovu SNDK, Praha 1956.
- Pobratimové, Naše vojsko, Praha 1953, přeložil Zbyněk Bark.
- Lidí naší doby, Svět sovětů, Praha 1954, přeložila Marta Macková.
- Výheň, Svět sovětů, Praha 1956, přeložila Marta Macková za spolupráce Jaroslava Huláka.
- Tam za frontou, Svět sovětů, Praha 1959, přeložila Julie Heřmanová.
- 30000 li po Číně, Svět sovětů, Praha 1960, přeložila Marta Macková za spolupráce Josefa Gabriela.
- Člověk je člověku přítelem, Mladá fronta, Praha 1960, přeložila Zdena Koutenská, znovu 1961.
- Setkání na křižovatkách, Nakladatelství politické literatury, Praha 1964, přeložila Julie Heřmanová.
- Na divokém břehu, Svět sovětů, Praha 1965, přeložila Julie Heřmanová.
- Doktorka Věra, Lidové nakladatelství, Praha 1970, přeložila Božena Pašková.
- Norimberský deník, Lidové nakladatelství, Praha 1972, přeložila Božena Pašková.
- Berlín 896 km, Práce, Praha 1975, přeložil Oldřich Jendrulek.
- Vojevůdce, Československý spisovatel, Praha 1975, přeložil Jaroslav Šanda.
- Siluety, Lidové nakladatelství, Praha 1980, přeložila Jura Bagár.
- Půl století v novinářově bloku, Mladá fronta, Praha 1982, přeložil Bohumil Janda.